# Artur Kohutek
Artur Kohutek (ur. 1 maja 1971 w Osieku) – polski lekkoatleta, płotkarz; trener.

## Osiągnięcia
Jego największym sukcesem był brązowy medal mistrzostw Europy w Monachium (2002) w biegu na 110 m przez płotki (13,32 s). Wcześniej, podczas mistrzostw Europy w Budapeszcie (1998) był piąty (13,29 s). Podczas mityngu w hiszpańskiej Sewilli (5 sierpnia 1997), ustanowił rekord Polski w tej konkurencji (13,27 s). Rekord Polski wyrównał rok później w Leverkusen.
Z sukcesami startował na międzynarodowych zawodach wojskowych. W 2002 podczas lekkoatletycznych mistrzostw świata wojskowych w Tivoli zdobył srebrny medal wynikiem 13,57. Rok później podczas Światowych Igrzysk Wojskowych w Catanii do złota wystarczył mu dużo skromniejszy rezultat 14,12.
Był czterokrotnym mistrzem Polski na 110 m przez płotki (z 2001, 2002, 2003 i 2006) oraz dwukrotnym halowym mistrzem Polski na 60 m przez płotki (z 1995 i 1996).
Był trenowany przez Wiesława Czapiewskiego.
Jest żołnierzem Wojska Polskiego w stopniu starszego chorążego.

## Rekordy życiowe
- bieg na 110 metrów przez płotki – 13,27 s. (5 sierpnia 1997, Sewilla) – 3. wynik w polskich tabelach historycznych, do 2013 rekord Polski[4]